# Christoph Schösswendter
Christoph Schösswendter (* 16. Juli 1988 in Zell am See) ist ein ehemaliger österreichischer Fußballspieler.

## Karriere

### Verein
Schösswendter begann seine Karriere in der Jugend des SG Saalfelden (später umbenannt in FC Pinzgau Saalfelden). Von dort wechselte er 2008 zum SV Grödig in die Regionalliga West. Bei den Salzburgern, die im gleichen Jahr den Meistertitel und Aufstieg in die Erste Liga schafften, hatte er als junger Verteidiger ohne nennenswerte Erfahrung einen schweren Stand und kam lediglich in der Jugendmannschaft des Vereins zum Einsatz.
Nach einer, für den Spieler unbefriedigenden Hinserie, wechselte er daraufhin in der Winterübertrittszeit der Saison 2007/08 zum 1. FC Vöcklabruck in die Regionalliga Mitte. Dort kam er in seinem ersten Halbjahr auf acht Einsätze mit einem Torerfolg. Am Ende der Saison wurde auch Vöcklabruck Meister in der Regionalliga Mitte und stieg ebenfalls in die Erste Liga auf. Somit war Schösswendter in einer Saison bei zwei Meisterteams unter Vertrag.
In Folge erkämpfte er sich unter Trainer Andrzej Lesiak einen Stammplatz im Zweitligaaufgebot. Vöcklabruck startete fulminant in die Saison und stand nach 5 Runden auf dem zweiten Tabellenplatz. Der Rest der Saison war jedoch vom schwierigen Kampf um den Klassenerhalt geprägt. Als man auf dem letzten Tabellenplatz überwintern musste, wurde Lesiak durch Dejan Stanković ersetzt, der ebenfalls auf den jungen Spieler in der Innenverteidigung setzte. Der Trainerwechsel brachte jedoch keine Wende und Vöcklabruck stieg zum Ende der Saison als Tabellenletzter wieder aus der Liga ab. Schösswendter galt als einer der wenigen Gewinner in der Vöcklabrucker Mannschaft. Nach starken Leistungen zu Saisonbeginn hatte er das Interesse des SK Rapid Wien geweckt, die ihn bereits im Jänner 2009 für drei Jahre unter Vertrag genommen hatten.
Bei Rapid galt Schösswendter als Perspektivspieler. In seiner ersten Spielzeit stand er zwar regelmäßig in der UEFA Europa League und Bundesliga im Profikader, kam aber lediglich bei den Amateuren zum Einsatz.
Ende Juni 2010 wurde er daraufhin für ein Jahr auf Leihbasis an den Zweitligisten FC Lustenau 07 verliehen.
Ein Jahr später wechselte er ligaintern zum Aufstiegskandidaten SCR Altach. Rapid ließ ihn dabei ablösefrei ziehen.
Am 17. Jänner 2013 wurde bekannt gegeben, dass er zum österreichischen Bundesligisten FC Admira Wacker Mödling wechselt.
Zur Saison 2016/17 kehrte er zum SK Rapid Wien zurück, wo er einen bis Juni 2019 gültigen Vertrag erhielt.
Im Juli 2017 wechselte er nach Deutschland zum Zweitligisten 1. FC Union Berlin, bei dem er einen bis Juni 2019 gültigen Vertrag erhielt. Nach lediglich zwei Ligaeinsätzen in eineinhalb Jahren für die Berliner wurde sein Vertrag im Jänner 2019 aufgelöst und er kehrte zum FC Admira Wacker Mödling zurück, der ihn mit einem Vertrag bis Juni 2021 ausstattete. Im September 2020 wurde er vom Verein freigestellt. Daraufhin löste er im Oktober 2020 seinen Vertrag bei der Admira auf.
Daraufhin wechselte er im selben Monat zum Ligakonkurrenten FK Austria Wien, bei dem er einen bis Juni 2021 laufenden Vertrag erhielt. Für die Austria kam er in der Saison 2020/21 zu 17 Bundesligaeinsätzen. Nach der Saison 2020/21 verließ er die Wiener wieder. Nach einem halben Jahr ohne Klub wechselte Schösswendter im Jänner 2022 zum Zweitligisten FC Blau-Weiß Linz, bei dem er einen bis Juni 2023 laufenden Vertrag erhielt. Für Linz kam er bis zu seinem Vertragsende zu 29 Zweitligaeinsätzen, mit dem Team stieg er 2022/23 in die Bundesliga auf. Daraufhin beendete er seine Karriere.

### Nationalmannschaft
Auf Nationalmannschaftsebene kam er bisher lediglich am 12. Oktober 2008 im Freundschaftsspiel der österreichischen U-20-Nationalmannschaft gegen Deutschland zu einem Einsatz. Er wurde in der 84. Spielminute für Atdhe Nuhiu eingewechselt, die Mannschaft gewann mit 2:1.

## Karriere als Funktionär
Nach seinem Karriereende als Aktiver wurde Schösswendter zur Saison 2023/24 Sportdirektor des FC Blau-Weiß Linz.

## Erfolge
- Meister Regionalliga Mitte: 2008